# Кошміла Олександр Миколайович
Олександр Миколайович Кошміла́ (нар. 25 грудня 1950, Миколаїв) — український майстер ювелірного мистецтва; член Спілки майстрів народного мистецтва України з 1997 року.

## З біографії
Народився 25 грудня 1950 року в місті Миколаєві (нині Україна). Здобув середню освіту. У 1980-х роках навчався мистецтва в А. Скляра, О. Леонтьєва, Р. Мартиросяна.
Працював на виробництві; протягом 1979—2000 років — у Центральному науково-дослідному і проєктному інституті «Тайфун»; з 2001 року — на творчій роботі.

## Творчість
Автор наборів «Флора» (1993), «Чумацький Шлях» (1994), «Чарівниця» (2002), «Весна» (2003); кулону «Сова» (2002), брошки «Медуза» (2002), «Великоднього яйця» (2004), свічника (2008), булави (2010).
Бере участь в обласних, всеукраїнських мистецьких виставках з 1999 року. 
Окремі роботи майстра зберігаються у Миколаївському краєзнавчому музеї.